# Koga

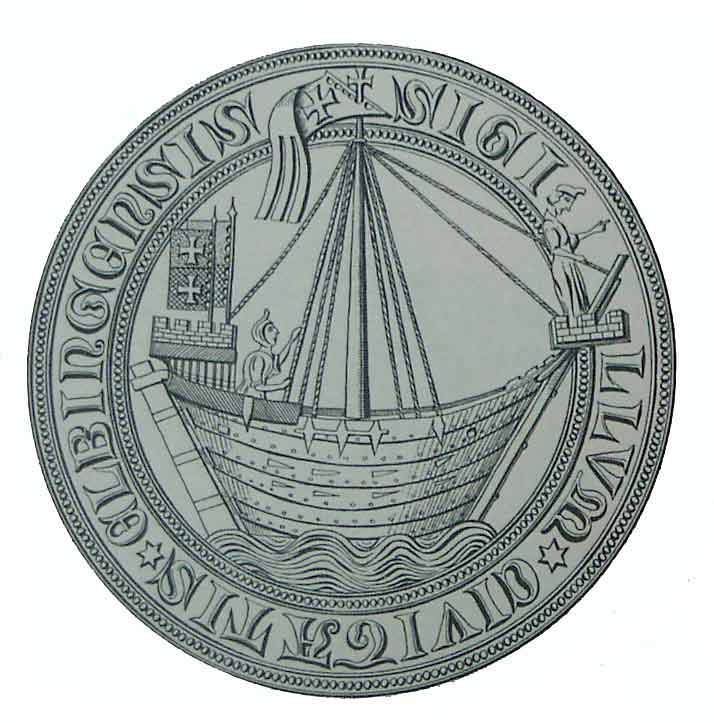
Wyobrażenie kogi na pieczęci Elbląga z połowy XIV wieku

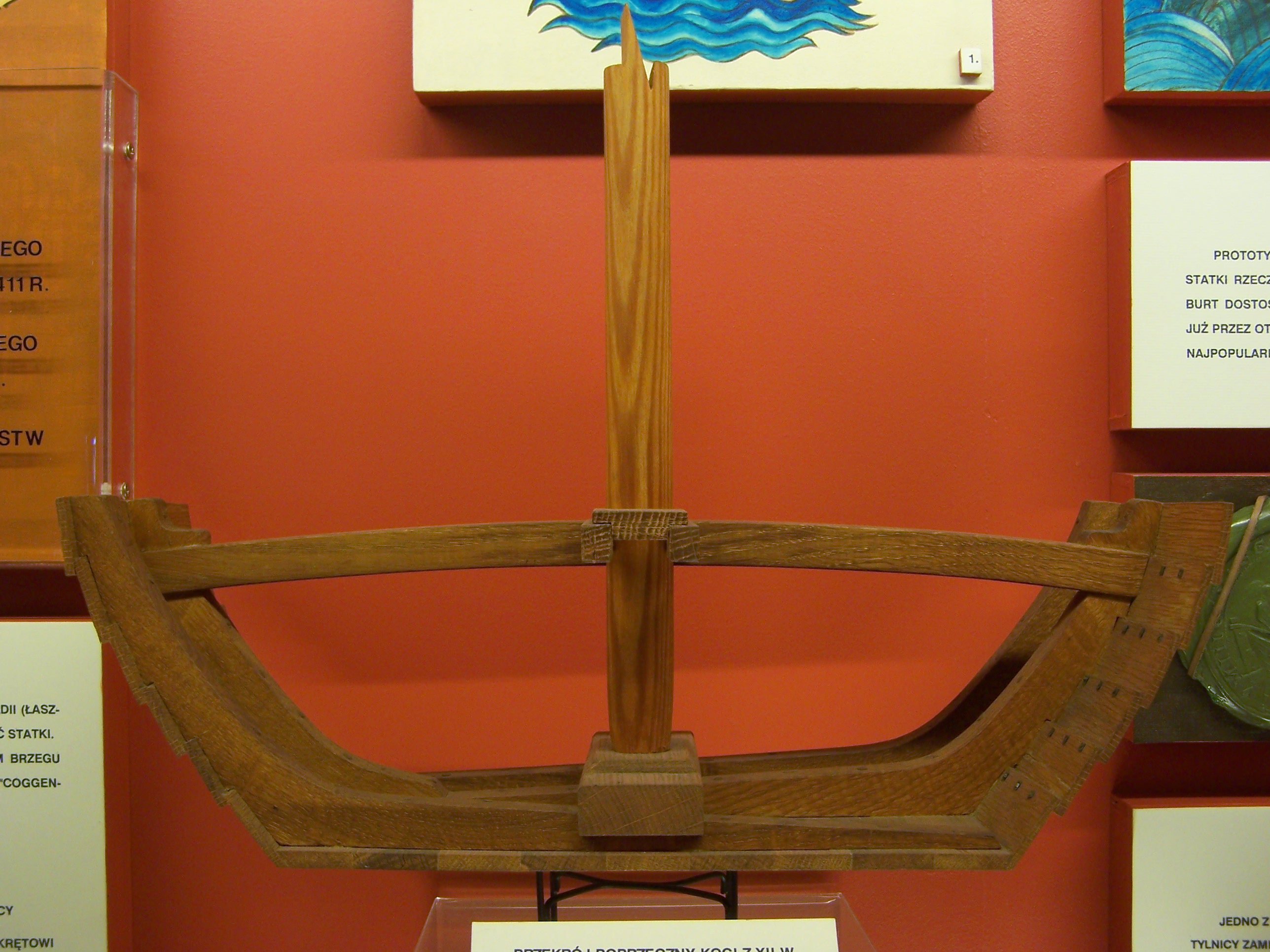
Przekrój poprzeczny kogi

Koga, kogga – duży żaglowiec handlowy, dostosowywany do celów wojennych, dominujący na akwenach Bałtyku i Morza Północnego w XIII–XV wieku, spotykany do początku XVI stulecia. Stanowił wówczas podstawowy typ statku użytkowanego przez miasta Hanzy.

## Główne cechy
Był to jednomasztowy okręt o kadłubie płaskodennym i pękatym (stosunek długości do szerokości 3:1), balastowym, z poszyciem zakładkowym (klinkierowym). Mało zwrotny, wyposażony był w ożaglowanie rejowe i najczęściej w jeden duży, prostokątny żagiel o powierzchni 80–170 m². Wyporność żaglowca wynosiła 80–200 t, dochodząc niekiedy do 300 ton.
Koga wywodziła się z nefu, z czasem przekształcona została w nieco większy i zwrotniejszy od niej holk, w którym na ostatnim maszcie zastosowano ożaglowanie łacińskie. W odleglejszej perspektywie historycznej sugerowano pochodzenie kogi od statków celtyckich z okresu przedrzymskiego bądź wczesnośredniowiecznego, których tradycje budowy zachowały się na atlantyckim wybrzeżu Francji.

## Konstrukcja i wygląd

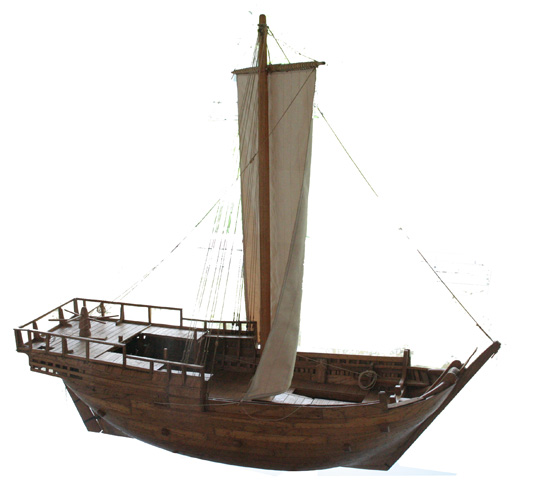
Model hanzeatyckiej kogi handlowej z Bremy z ok. 1380 roku

Wczesne kogi miały ster boczny w postaci wiosła sterowego umieszczanego na prawej burcie przy rufie, lecz wkrótce zastąpiono je poruszanym rumplem sterem zawiasowym zawieszanym na długiej tylnicy i wysokiej rufie. Cechą wyróżniającą sylwetkę tego żaglowca były wysokie kasztele z blankami umieszczone na dziobie i rufie. Tam też umieszczone było uzbrojenie żaglowca. Pod kasztelami znajdowały się pomieszczenia mieszkalne załogi i kupców, reszta okrętu była pokryta pokładem. Osadzony w stępce duży maszt (o wysokości 16–24 metrów) znajdował się pośrodku jednostki (duże kogi późnośredniowieczne były nawet 2–3-masztowcami). Dodatkową cechą charakterystyczną było ukształtowanie dziobnicy i tylnicy kogi jako prostej belki wychodzącej ukośnie ze stępki; z przedłużonej belki dziobowej wykształcił się późniejszy bukszpryt.

Główne parametry techniczne kogi to:
- długość: 16–30 metrów
- szerokość: 5–8 metrów
- zanurzenie: 2–3 metry

W związku z różnicami konstrukcyjnymi stosowany niekiedy jest podział na kogę nordycką (hanzeatycką) oraz śródziemnomorską; ta druga oprócz żaglowego miała także napęd wiosłowy (2x20 wioseł na burcie) i tradycyjny ster burtowy.

## Uzbrojenie i wyposażenie
Do XIV wieku kogi przystosowane do działań wojennych wyposażano w pokładowe katapulty i balisty; później ich artyleryjskim uzbrojeniem było 8 do 20 dział o wagomiarze pocisków od 9 do 12 funtów. Załoga dużej kogi liczyła 80–90 ludzi, w tym 40–50 zbrojnych. Niekiedy prócz napędu żaglowego korzystano też z wiosłowego. Największą bitwę z użyciem kog wojennych, w której uczestniczyło około 400 tych okrętów, stoczono pod Sluys w 1340 roku.

## Zachowane wraki
Pierwszym wrakiem odkrytym i rozpoznanym jako koga było znalezisko dokonane w 1962 r. w osadach rzeki Wezery w Bremie. Po wydobyciu i konserwacji jest on eksponowany w Deutsches Schifffahrtsmuseum w Bremerhaven. Wprawdzie w latach 40. XX wieku znaleziono trzy inne wraki tego typu, lecz jako pozostałości kog rozpoznano je już po 1962. Według badacza tych znalezisk w latach 1943–1993 odkryto 18 wraków rozpoznanych jako kogi: najwięcej na terytorium Holandii (9) i Danii (5), ponadto 3 w Szwecji i jedną w Bremie. Najstarsza z nich datowana jest na 1150 r., a najmłodsza na I połowę XV wieku. Udokumentowano wraki dwóch innych kog z Estonii (z 1300 r., odkryta w 1990 oraz z 1298 r., odkryta w 2022), a kolejną, datowaną na początek XV wieku z Holandii w 2012 roku.